# Thomas Bond (medico)
Thomas Bond (Filadelfia, 2 maggio 1713 – Filadelfia, 26 marzo 1784) è stato un medico e chirurgo statunitense, noto principalmente per aver contribuito alla fondazione del primo ospedale pubblico degli Stati Uniti, il Pennsylvania Hospital, edificato nel 1751.

## Biografia

### Famiglia e primi anni
Nato nella contea di Calvert, nel Maryland, terzo di cinque figli nati da Richard Bond ed Elizabeth Chew, presentò fin da piccolo una forte passione per la medicina. Infatti, dopo il trasferimento della famiglia a Filadelfia decise di intraprendere, nel 1734, gli studi di medicina ad Annapolis, per poi perfezionare la sua formazione recandosi, nel 1738, in Francia, a studiare all’Hôtel-Dieu di Parigi, e successivamente in Inghilterra. Questi due paesi furono di notevole ispirazione per la fondazione del Pennsylvania Hospital: in particolar modo gli ospedali già presenti in Gran Bretagna, denominati "voluntary hospitals", furono un autentico modello di riferimento.

### Carriera

#### Primi anni di operato
Nei primi anni della sua pratica, iniziò a lavorare tra i meno abbienti. Infatti, in quel periodo, la popolazione di Filadelfia era in rapido aumento, anche a causa dell'immigrazione, per cui le autorità decisero di creare una casa di detenzione o un lazzaretto su di un'isola situata nel fiume Schuylkill. Alcuni medici, suoi amici più intimi, diventarono medici del porto: il Dr. Patrick Baird, all'inizio del secolo, seguito dal Dr. Thomas Graeme, e successivamente dal Dr. Lloyd Zachary.
Thomas Bond, insieme al fratello Phineas, possedevano una notevole esperienza nella cura della febbre gialla e del tifo, introdotte a Philadelphia con l'arrivo degli immigrati: questa loro esperienza fu molto utile nella lotta alle epidemie diffuse attraverso le navi. Ci sono numerose prove che dimostrano che il Governatore del Marylan, ha spesso chiesto al Dr. Thomas Bond di accompagnare uno dei medici di porto a bordo di navi sospette. Così, nel settembre 1741, i dottori Lloyd Zachary e Thomas Bond visitarono per ordine dei due membri del Consiglio, la nave St. Mark, proveniente da Rotterdam, riferendo la presenza a bordo di malattie infettive, quindi al capitano fu ordinato di mantenere la nave ad almeno un miglio di distanza da Filadelfia senza far scendere passeggeri o bagagli fino a ulteriori ordini. Nell'anno successivo Bond certificò lo stato di salute a bordo della Constantine che venne successivamente pulita e arieggiata nel mese di novembre. Nel 1749, in seguito alla scoperta di un'ulteriore nave contagiata, Bond prima di trasferire gli immigrati nella casa di detenzione, ottenne, attraverso una raccomandazione del Consiglio, un nuovo arredamento e la costruzione di latrine per l'alloggio dei pazienti.

#### Professione medica e ultimi anni

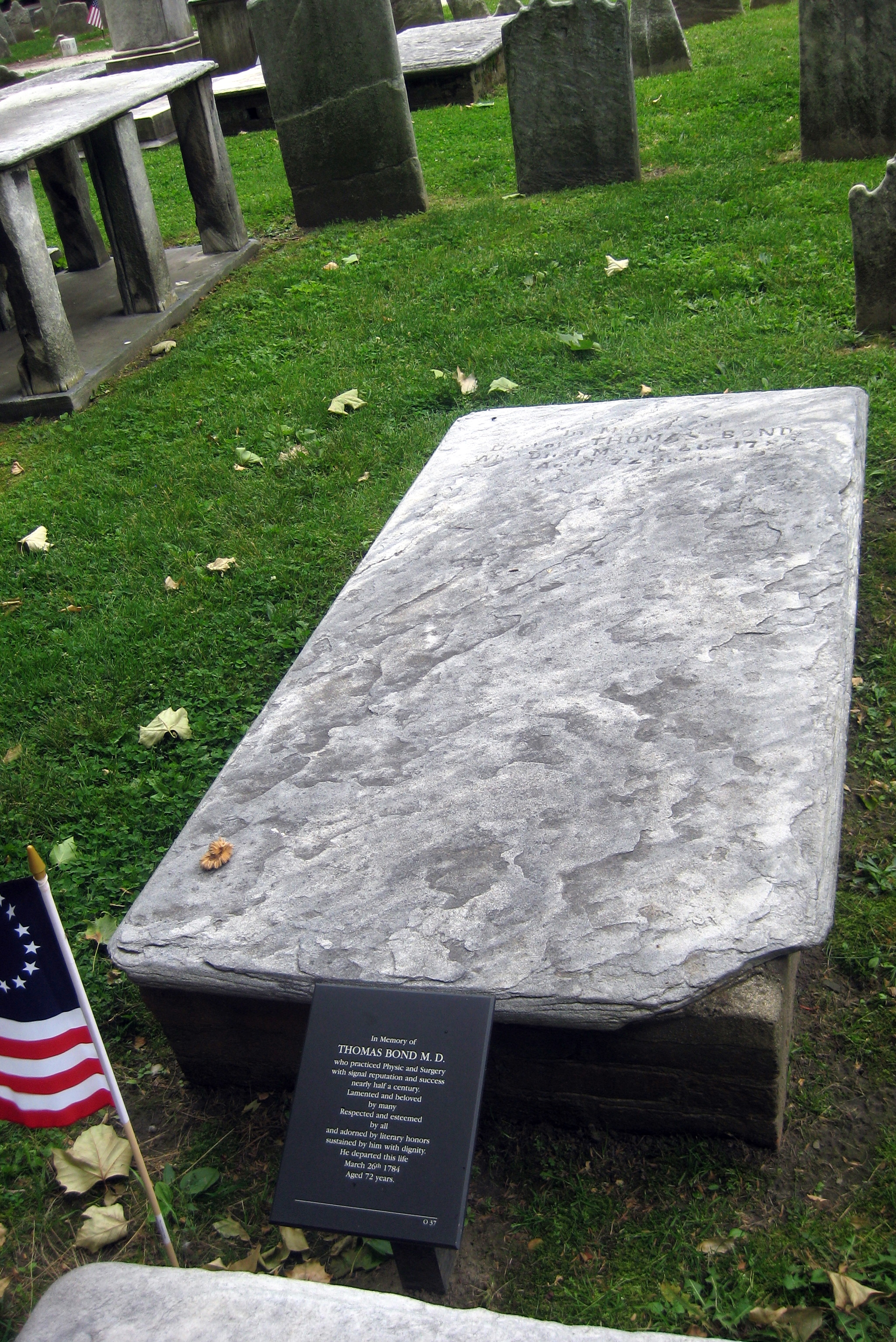
Tomba di Thomas Bond con epitaffio, cimitero di Filadelfia.

Nel corso dei suoi studi maturò un interesse per la medicina nel campo igienico ed epidemiologico, tant'è che nel 1739, dopo esser ritornato a Filadelfia, fu nominato ispettore portuale per le malattie contagiose.
Nel 1743, aiutò il suo amico di lunga data Benjamin Franklin a fondare l'American Philosophical Society, la celebre organizzazione filosofica. Nel gennaio del 1751, dopo aver raccolto fondi sufficienti, sempre grazie al suo amico Benjamin Franklin, decise di presentare una petizione all'Assemblea Provinciale della Pennsylvania per avere il permesso di costruire un ospedale dedicato alle classi sociali più disagiate. L’11 maggio 1751, venne progettato il Pennsylvania Hospital. Due mesi dopo, il 1º luglio 1751, venne istituita la prima assemblea formale dei finanziatori che accettarono la proposta lasciando a Bond e Franklin la scelta della frase celebre da consegnare all'ospedale, frase ispirata alla storia del Buon Samaritano e che recitava: «Take Care of Him and I will repay Thee» (ovvero prenditi cura di lui e sarai ripagato). L'ospedale attirò rapidamente l'attenzione dimostrandosi fondamentale al progresso della medicina, in particolare nell'assistenza alla maternità e nell'osservazione e cura delle malattie mentali, una specializzazione medica per nulla o poco tratta all'epoca.
Nel corso degli anni Bond si guadagnò un'ottima reputazione come chirurgo, soprattutto nelle amputazioni e nelle operazioni di calcoli alla vescica, tanto che molti pazienti percorrevano distanze considerevoli (fino a Boston) per avvalersi delle sue cure chirurgiche. 

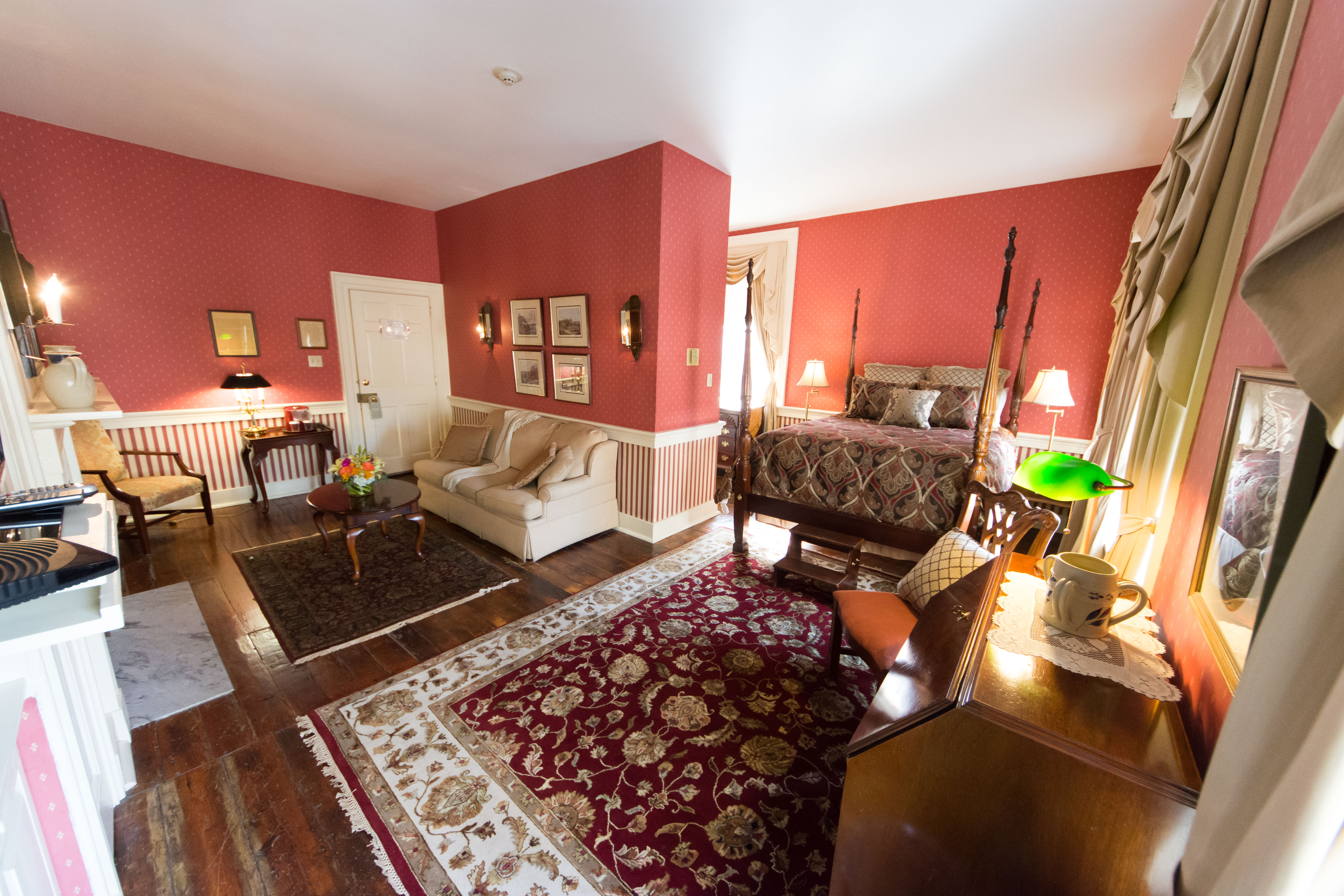
Interni della casa del Dr. Thomas Bond

 Morì a Filadelfia nel 1784 e fu sepolto nel cimitero della Christ Church a Filadelfia. Il suo epitaffio recita:"In memoria di Thomas Bond, dottore che ha praticato Medicina e Chirurgia con notevole reputazione e successo per quasi mezzo secolo. Compianto e amato da molti, rispettato e stimato da tutti, e adornato da onori letterari sostenuti da lui con dignità."

#### Servizio nella guerra rivoluzionaria
Quando scoppiò nel 1775 la guerra d'indipendenza americana, Bond, non appena sessantatreenne, insieme a suo figlio, aiutò ad organizzare il dipartimento medico dell'esercito continentale, stabilendo i primi ospedali da campo americani durante il conflitto. Fu anche membro del locale Comitato di sicurezza durante la guerra. Infine servì come medico personale Deborah Read, moglie di Benjamin Franklin, assistendola durante la sua ultima malattia mentre Franklin si trovava in Francia.

## Operazioni e cure mediche
Alcune particolari caratteristiche dei pazienti assistiti dal dottor Bond sono riportate sul suo libro mastro che presenta la sua pratica medica quotidiana, svoltasi tra 1756 e il 1770. Durante la sua carriera, sembra aver praticato molteplici operazioni chirurgiche e aver ideato diversi apparecchi : lo strumento più rinomato e più proficuo per il futuro risulta essere il "Bond splint", una stecca in grado di sostenere le fratture dell’avambraccio, oltre ad aver ideato uno strumento per la rimozione dei corpi estranei dall’ esofago.
Tra le varie operazioni effettuate dal dottor Bond, le principali degne di nota furono: una per la fistole lacrimale, poi bende varie al cranio fratturato di un ragazzo, diverse medicazioni al fegato, varie amputazioni e delle paracentesi probabilmente sia al torace che all'addome, infine un’operazione svoltasi il 27 maggio 1765 ad un giovane ragazzo a causa di un calcolo renale, che a suo dire era grande quanto un uovo e pesava due once. Questa operazione si rivelò, in seguito, la prima litotomia della storia.
Da uno studio meticoloso del suo lavoro, risulta che sembra essere stato uno tra i primi medici a prescrivere ai pazienti dei bagni caldi per il trattamento di malattie acute, seguiti dall'uso frequente di vapore caldo: questi trattamenti furono in seguito introdotti al Pennsylvania Hospital.
In un'epoca in cui gli spostamenti di casa in casa non potevano essere effettuati con grande facilità, il dottor Bond sembra fosse stato in grado, tra gli anni '60 e '70, di effettuare almeno dalle dodici alle sedici visite al giorno; inoltre risulta essere stato anche un medico molto caritatevole, dato che non chiedeva molto denaro. Visitò molti sobborghi, arrivando fino a Haddonfield, Mount Holly, Gloucester, Chester, Darby, Marcus Hook e John's Woods. Si può quindi vedere che questa pratica ha incluso molte delle persone più importanti di Philadelphia, nel governo, nelle banche, negli affari e nella vita sociale.

## Il Pennsylvania Hospital

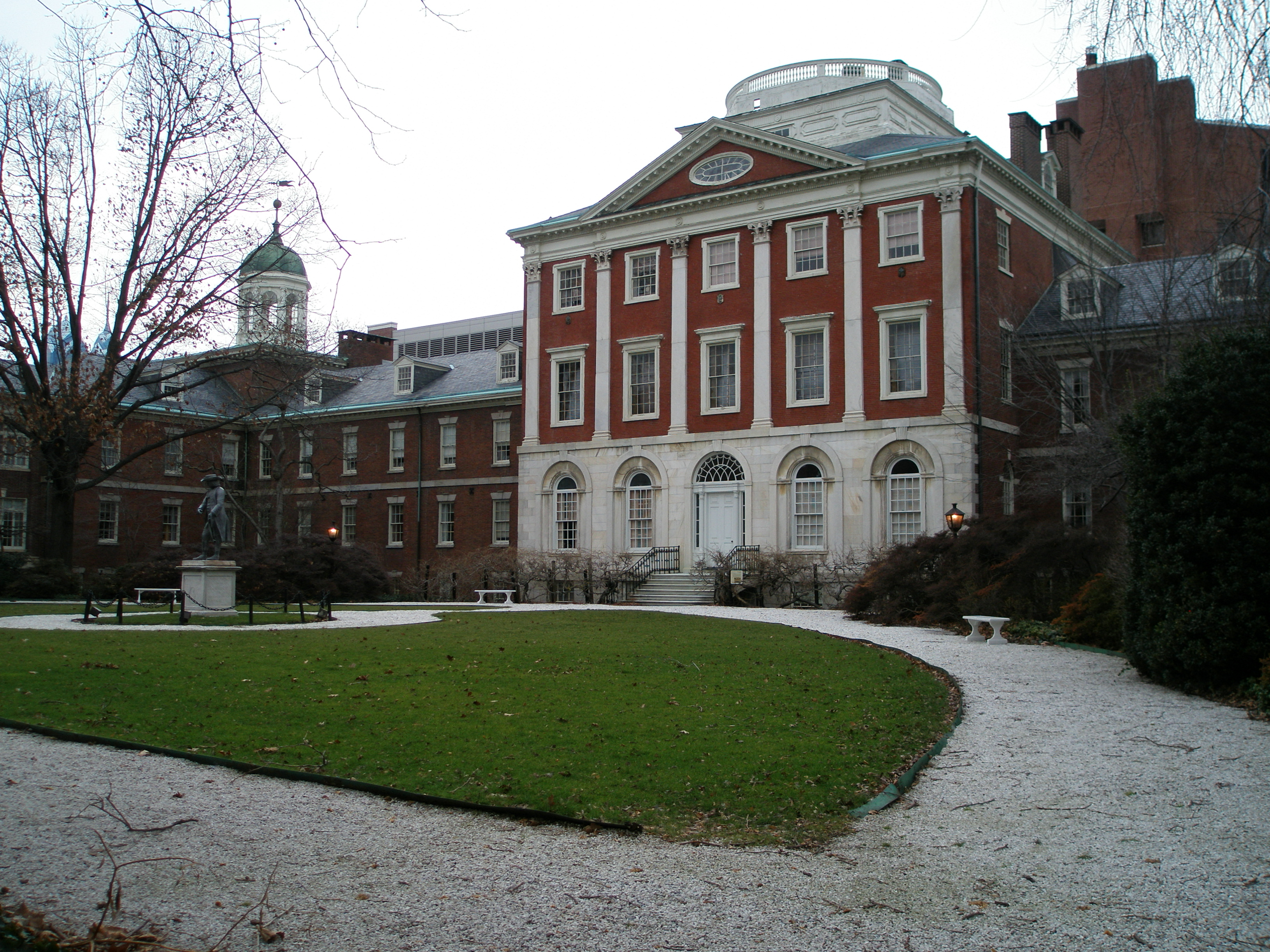
Pennsylvania Hospital, 2007

È probabile che Thomas Bond prestasse continuamente aiuto negli ospedali, infatti parlò con i suoi pazienti e i suoi amici delle sue speranze nel realizzare un ospedale per la cura dei malati e dei feriti, per non parlare della cura dei malati di mente, perché proprio durante i primi anni di attività dell'ospedale gran parte del suo lavoro consistette nella cura dei cosiddetti "pazzi". Vi erano altri medici che erano ugualmente interessati ad aiutare un tale progetto, ma questo non venne realizzato, finché Bond non si avvicinò a Benjamin Franklin,  spiegandogli il valore che tale istituzione potesse avere per la comunità. Fu così che nel 1751 concepì l'idea di fondare un ospedale per l'accoglienza e cura dei malati poveri, sia abitanti della provincia che forestieri. In un primo momento era zelante e attivo nel procurare finanziamenti per l'ospedale, ma non essendo inizialmente compresa la sua proposta dai cittadini, ebbe scarso successo.
Il 5 settembre 1751, Benjamin Franklin e Thomas Bond furono invitati a considerare alcuni metodi per iniziare l'attività ospedaliera come l'avevano concepita, ovvero in una casa privata, in modo da ospitare alcuni pazienti affinché almeno qualcosa di buono si potesse fare nel frattempo, fino alla costruzione dell'ospedale. Fu così che venne presa in affitto la casa del giudice John Kinsey, a sud di Market Street.

### Il Fondo Medico
Il 23 ottobre 1751 il dottor Lloyd Zachary e i dottori Thomas Bond e Phineas Bond manifestarono la loro volontà di offrire assistenza gratuita, per i primi tre anni, sia come medici che come chirurghi. L'ospedale provvisorio ricevette il primo paziente nel febbraio del 1752. Iniziò così la vita dell'ospedale, e Bond fu attivo in tutti i suoi reparti; vide la necessità di introdurre gli studenti, e a questi ultimi fu addebitata una piccola somma per il privilegio. Il denaro così raccolto fu versato ai dirigenti e collocato nel cosiddetto “Fondo Medico”, fondo che venne utilizzato per l'acquisto della biblioteca. Negli anni successivi, con l'aumentare della disponibilità del Fondo Medico fu possibile effettuare anche per alcuni miglioramenti dell'ospedale. Thomas Bond era profondamente convinto della necessità di offrire un'istruzione clinica agli studenti di medicina, tant'è che redasse gli attestati presentati agli studenti come riconoscimento del completamento di un corso di frequenza presso le cliniche ospedaliere e probabilmente sollecitò ripetutamente i direttori dell'ospedale affinché ci fosse, per tutti una maggiore preparazione. Fu solo nel 1766 che i suoi suggerimenti furono seguiti dai direttori dando così iniziò ad un regolare corso di lezioni cliniche.

## La casa di Thomas Bond
La casa di Thomas Bond venne costruita nel 1769 da lui stesso: era di quattro piani e storicamente significativa come importante esempio di un'architettura nello stile revival classico "georgiano". Il Dr. Bond costruì la parte originale della residenza nel 1769. Il cornicione ionico del modiglione alla linea del tetto è la caratteristica più elaborata dell'edificio. Le aggiunte vennero effettuate nel 1824 e nel 1840. Il salotto dispone di un caminetto Rumford, ideato da Benjamin Thompson, conte di Rumford. Lo scalone d'onore, che porta dal terzo piano al sottotetto venne copiato dalla vicina Taverna cittadina. La "finestra di luce in prestito" al piano sottotetto, che permette alla luce di passare da una stanza esterna a una stanza interna, è un altro affascinante dettaglio architettonico. La casa fu utilizzata come residenza fino al 1810, fino a quando, nel 1988, non venne restaurata come Bed and Breakfas. In precedenza fu utilizzata anche come calzaturificio, conceria di pelli, pelletteria, fornitore di pezzame, spedizioniere doganale e negozio di vendita al dettaglio.